# Ekstrakcja do fazy stałej

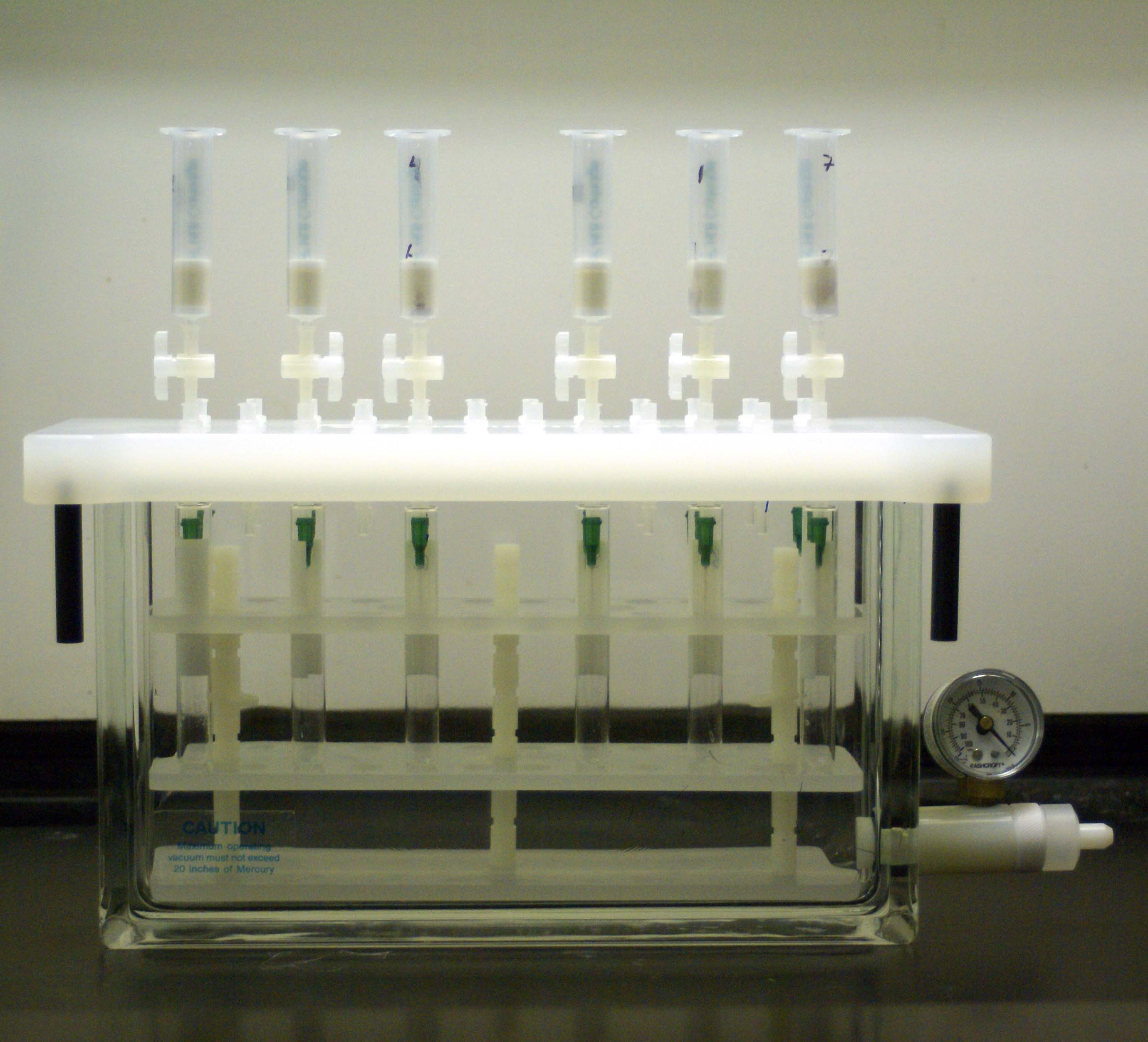
SPE

Ekstrakcja do fazy stałej (SPE – ang. solid-phase extraction) jest jedną z najprostszych a zarazem jedną z najbardziej efektywnych i uniwersalnych metod chromatografii. 
Wykorzystywane w metodzie SPE kolumienki jednorazowego użytku z odpowiednim wypełnieniem są wygodne w stosowaniu i łatwe do utylizacji. W zależności od rodzaju badanej substancji dobiera się stosowne wypełnienie kolumienek i odpowiednie czynniki wymywające. 

## Faza stała
Zazwyczaj faza stała złożona jest z porowatych cząsteczek krzemionki i związana jest z fazą ciekłą lub z organicznymi polimerami (np. usieciowany polistyren). Jedną z dróg prowadzenia ekstrakcji do fazy stałej jest metoda polegająca na wymieszaniu stałego ekstrahenta z fazą stałą i wypełnienie tą mieszaniną pustej kolumienki. Ta metoda jest jednak rzadko stosowana. Znacznie częściej postępuje się w taki sposób, iż pustą kolumienkę wypełnia się stałym ekstrahentem i następnie nakłada się roztwór próbki. Następnie przepuszcza się próbkę przez kolumienkę. W tym celu wykorzystuje się różnorodne rozpuszczalniki a także powietrze oraz inne gazy. 

## Schematy - wykorzystanie metody ekstrakcji do fazy stałej
Wykorzystując do przygotowania próbek metodę ekstrakcji do fazy stałej można postępować według jednego z dwóch poniższych schematów:
1. Badany związek przechodzi przez kolumienkę, a pozostałe związki zostają zaadsorbowane przez wypełnienie kolumienki.
2. Badany związek zostaje zaadsorbowany przez wypełnienie kolumienki, a pozostałe związki przechodzą przez kolumienkę.
Pierwsza strategia jest wykorzystywana w przypadku, gdy badane substancje występują w dużych stężeniach i nie wymagają zatężania. Z kolei druga strategia pozwala na zatężenie próbki i znajduje zastosowanie w przygotowywaniu próbek o zbyt małych stężeniach. Dzięki tej procedurze możliwe jest oznaczanie substancji występujących w badanych próbkach w śladowych ilościach. W przypadku złożonych próbek, w których oznacza się więcej niż jeden związek można zastosować obydwie procedury.

## Początki wykorzystywania ekstrakcji do fazy stałej
Początki wykorzystywania ekstrakcji do fazy stałej datuje się na wczesne lata siedemdziesiąte XX wieku, kiedy to po raz pierwszy użyto kolumienek z wypełnieniem składającym się z cząsteczek żywicy (żywica XAD firmy Rohm and Haas). Powyższa procedura posłużyła do zatężenia śladowych zanieczyszczeń wody, celem ich późniejszego oznaczenia. Należy jednak wspomnieć, że już wcześniej stosowano w analizie chemicznej węgiel aktywowany i wykorzystywano go głównie w celu zatężania próbek organicznych.

## Rozwój i wzrost zainteresowania ekstrakcją z fazy stałej
Największy rozwój i wzrost zainteresowania ekstrakcją z fazy stałej nastąpił w latach osiemdziesiątych i dziewięćdziesiątych XX wieku. W tym czasie powstało wiele publikacji na temat SPE. Kilka firm z branży chemicznej zajęło się produkcją wypełnień do ekstrakcji do fazy stałej lub też całych zestawów do SPE. Jednocześnie do swoich produktów firmy dołączały opracowania (broszurki), w których zawarto informacje o właściwościach chemicznych danego wypełnienia, o rozpuszczalnikach odpowiednich dla określonych próbek i o zasadach utylizacji kolumienek. 